# Camillo Chizzolini
Camillo Chizzolini (Campitello, 6 giugno 1836 – Campitello, 31 gennaio 1895) è stato un medico e militare italiano, partecipò alla Spedizione dei Mille di Garibaldi.

## Biografia
Era figlio del conte Carlo e di Candida Baguzzi.
Studente di medicina al quarto anno, partecipò nel 1860 alla Spedizione dei Mille di Garibaldi. Si laureò in medicina.